# Idaea cornutosa
Idaea cornutosa là một loài bướm đêm trong họ Geometridae.